# NOTCH1
Notch homolog 1, translocation-associated (Drosophila) (также NOTCH1) — трансмембранный рецепторный белок человека.
Ген NOTCH1 кодирует белок, входящий в семейство Notch. Члены этого семейства, представляющие собой трансмембранные белки 1 типа, имеют схожие структурные характеристики, в том числе внеклеточный домен, состоящий из множественных EGF-подобных повторов, и внеклеточный домен, состоящий из множественных разнообразных последовательностей разных типов. Белки семейства Notch играют роль в ряде эволюционно-консервативных процессов, регулируя клеточную дифференциацию. Сигнальная сеть Notch регулирует взаимодействия прилегающих друг к другу клеток.
Ряд данных говорит о том, что активация Notch-1 и Notch-3 стимулирует дифференциацию клеток-предшественников в астроглию. При этом отмечено, что воздействие на Notch-1 до момента рождения стимулирует образование радиальной глии, а постнатально — образование астроцитов. По данным одного исследования, сигнальный каскад Notch-1 активируется рилином, однако механизм этого взаимодействия пока не установлен.